# Laurie King
Laurie R. King (Oakland, 19 settembre 1952) è una scrittrice statunitense naturalizzata argentina, famosa per i suoi romanzi gialli, appartenenti in gran parte a due serie, la prima di ambientazione storica che ha per protagonista l'investigatrice Mary Russell, aiutata nelle sue indagini da Sherlock Holmes, la seconda di ambientazione contemporanea incentrata sulla figura di Kate Martinelli, un'ufficiale di polizia di San Francisco.

## Premi letterari
- Nel 1994 vince l'Edgar Allan Poe Award per il miglior primo romanzo con Il segreto di Eva (A Grave Talent).
- Nel 1995 vince il John Creasey Memorial Award con Il segreto di Eva (A Grave Talent).
- Nel 1996 riceve il Premio Nero Wolfe per A Monstrous Regiment of Women.
- Nel 2002 vince il Premio Macavity con il romanzo Folly.
- Nel 2006 il Lambda Literary Award per The Art of Detection.

## Opere

### Serie di Kate Martinelli
1. Il segreto di Eva (A Grave Talent), 1993. Il Giallo Mondadori n. 2328, 1993.
2. To Play the Fool, 1995
3. With Child, 1996
4. Night Work, 2006
5. The Art of Detection, 2006

### Serie di Mary Russell
1. L'allieva e l'apicultore (The Beekeeper's Apprentice), 1994. - Neri Pozza, 2006; con il titolo L'allieva di Sherlock Holmes, Leggereditore, 2022.
2. Il nuovo tempio di Dio (A Monstrous Regiment of Women), 1995. - Leggereditore, 2022.
3. Una lettera di Maria Maddalena (A Letter of Mary), 1997. - Leggereditore, 2023.
4. The Moor, 1998.
5. O Jerusalem, 1999. (Racconta i fatti narrati nella parentesi in Palestina de L'allieva e l'apicultore)
6. Justice Hall, 2002.
7. Il gioco (The Game), 2004. - Neri Pozza, 2007.
8. Locked Rooms, 2005.
9. The Language of Bees, 2009.
10. The God of the Hive, 2010.
11. Pirate King, 2011.
12. Garment of Shadows, 2012.
13. Dreaming Spies, 2015. (Parte della storia raccontata si svolge tra gli eventi di The Game e Locked Rooms)
14. The Marriage of Mary Russell, 2016
15. The Murder of Mary Russell, 2016
16. Mary Russell's War And Other Stories of Suspense, 2016. (Racconti)
17. L'isola della follia (Island of the Mad), 2018. - Il Giallo Mondadori Sherlock n. 63, 2019.
18. Riviera Gold, 2020
19. Castle Shade, 2021

### Racconti ebook legati alla serie di Mary Russell
- Beekeeping for Beginners, 2011.
- Mrs. Hudson's case, 2012.
- Mary's Christmas, 2014.

### Serie di Harris Stuyvesant & Bennett Grey
- L'uomo della verità (Touchstone), 2007. - Time Crime, 2022.
- Il mistero di Montmartre (The Bones of Paris), 2013. - Time Crime, 2023.

### Romanzi autonomi
- A Darker Place, 1999.
- Folly, 2001.
- Keeping Watch, 2003.
- Califia's Daughters, 2004. - con lo pseudonimo di Leigh Richards